# Lopătar regal
Lopătarul regal (Platalea regia), cunoscut și sub numele de lopătar cu cioc negru, în Maori kōtuku ngutupapa, este o pasăre de mal cu picioare lungi din familia lopătarilor și ibișilor, Threskiornithidae.  Specia este răspândită în zone umede puțin adânci de apă proaspătă și sărată din Australia, Noua Zeelandă, Indonezia, Papua Noua Guinee și Insulele Solomon. A fost înregistrat ca rătăcitor în Noua Caledonie. Lopătarul regal se hrănește cu crustacee, pești și insecte mici, măturându-și ciocul dintr-o parte în alta în căutarea hranei. Zboară întotdeauna cu capul întins. Este evaluat ca fiind cel mai puțin îngrijorător dintre toți lopătarii pe Lista Roșie IUCN a speciilor amenințate.

## Taxonomie
Ornitologul englez John Gould a descris pentru prima dată lopătarul regal în 1838, numindu-l Platalea regia și remarcând asemănarea cu lopătarul alb eurasiatic (P. leucorodia). Un studiu din 2010 al ADN-ului mitocondrial al lopătarilor, realizat de Chesser și colegi, a constatat că lopătarul regal și lopătarul cu față neagră sunt înrudiți apropiat.

## Descriere

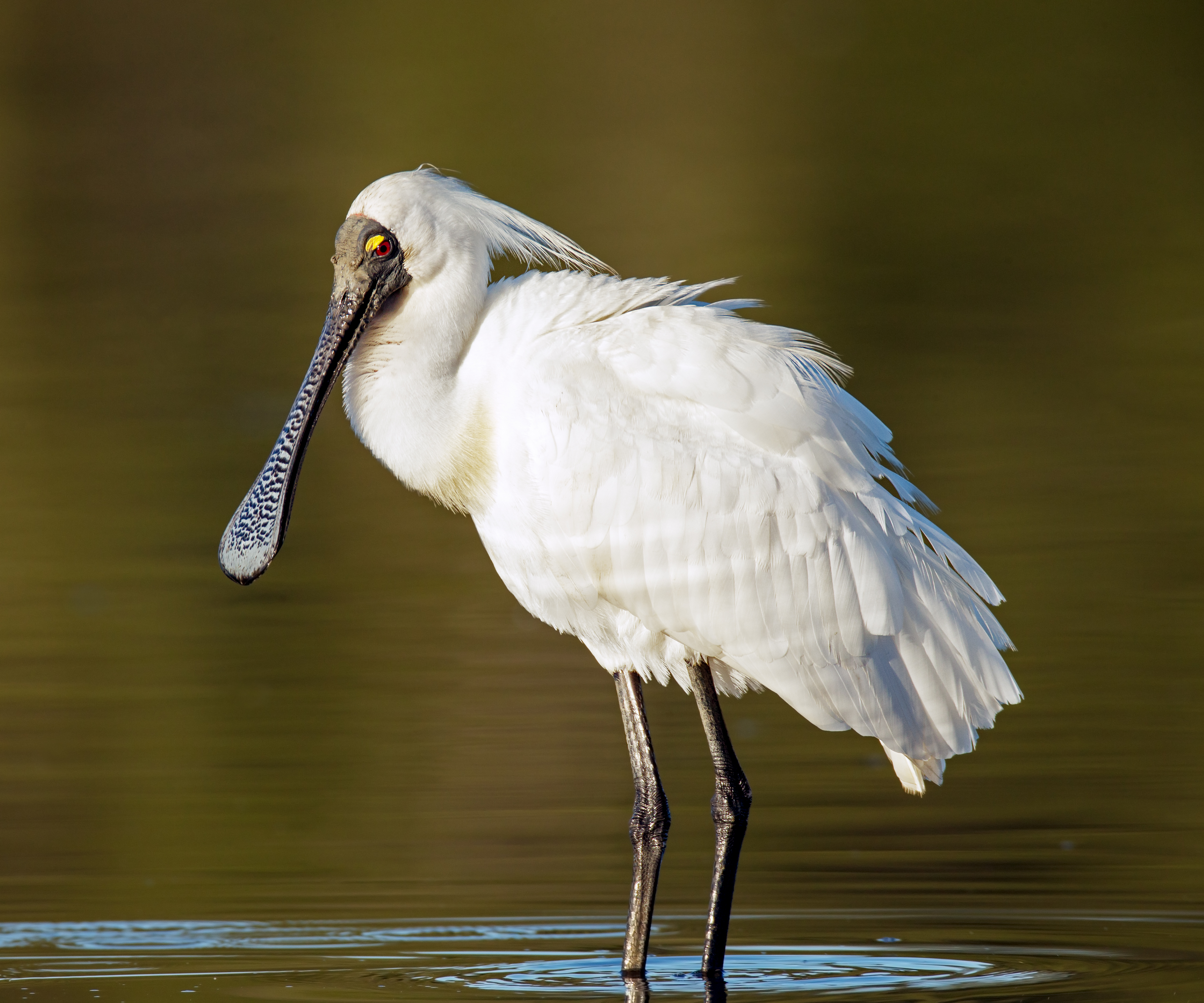
Platalea regia

Lopătarul regal este o pasăre mare, albă, cu un cioc negru, în formă de lopată. Are o înălțime de aproximativ 74-81 cm și o greutate de 1,4-2,07 kg. Este o pasăre de mal și are picioare lungi pentru a merge prin apă. Mănâncă pești, crustacee, crabi și amfibieni, prinzându-și prada făcând o mișcare laterală cu ciocul.
Capătul ciocului lopătarului regal este mai larg și funcționează mai mult ca o pereche de clești decât ciocul mai îngust al lopătarului cu ciocul galben, care acționează ca o pensă.

## Galerie

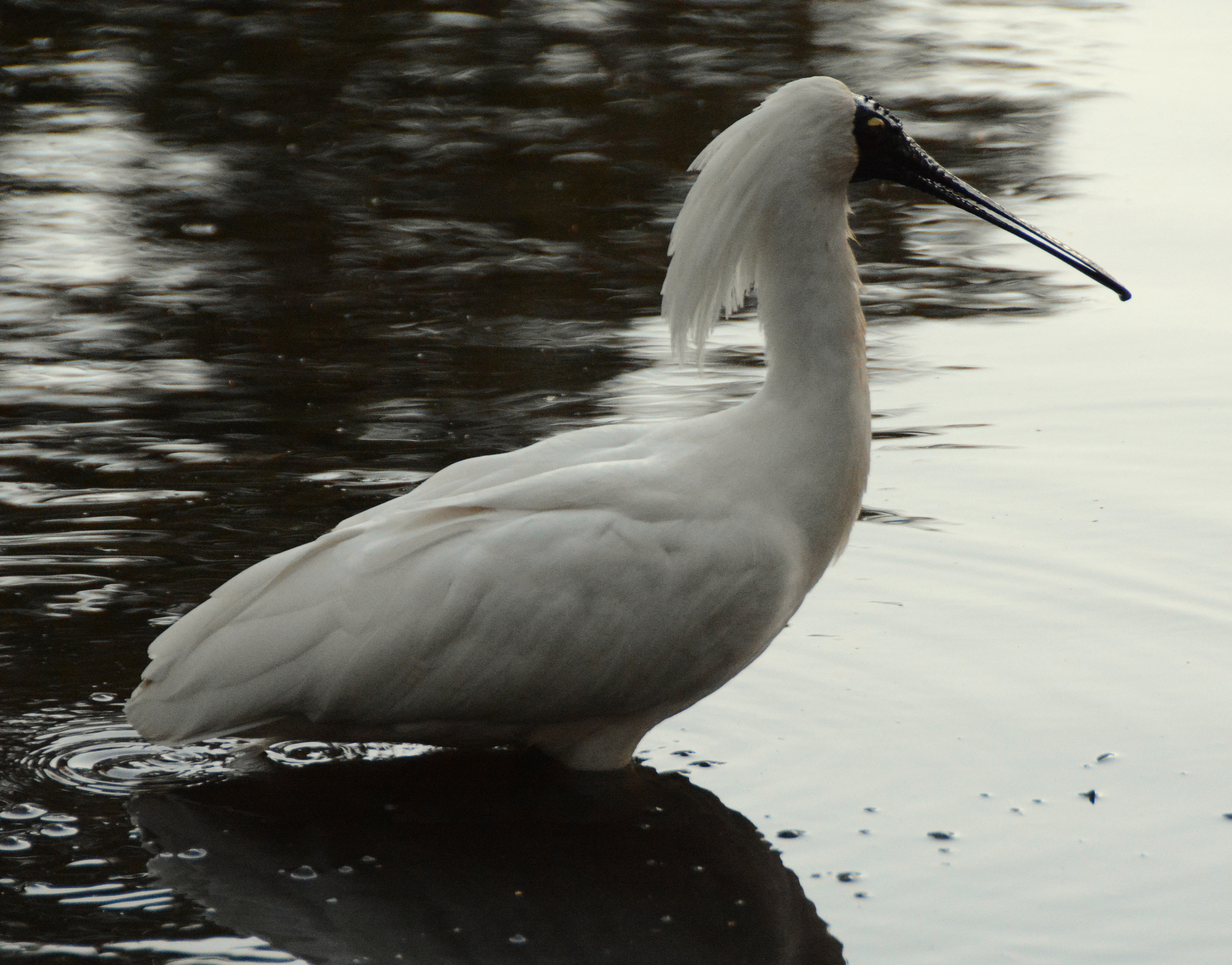
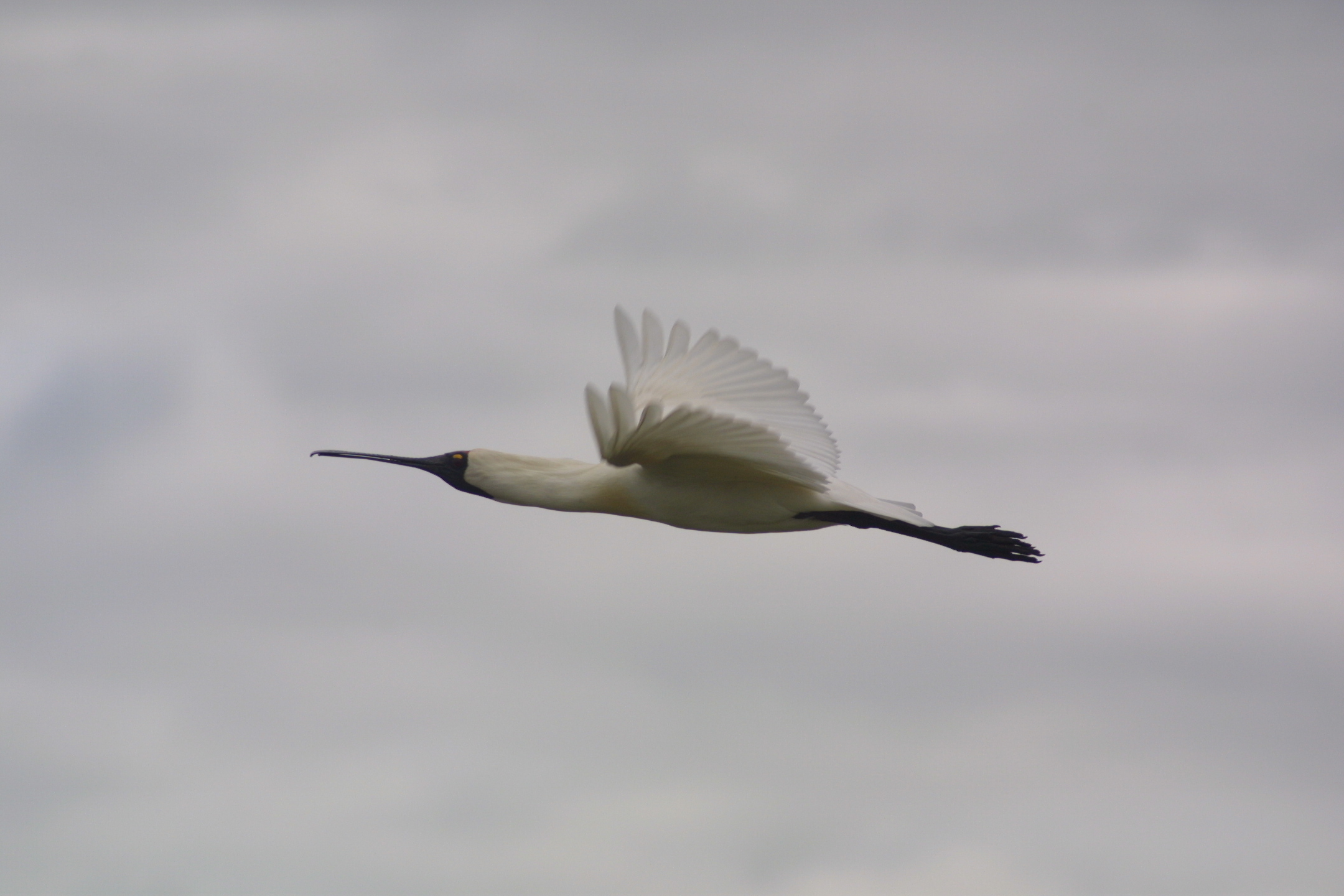
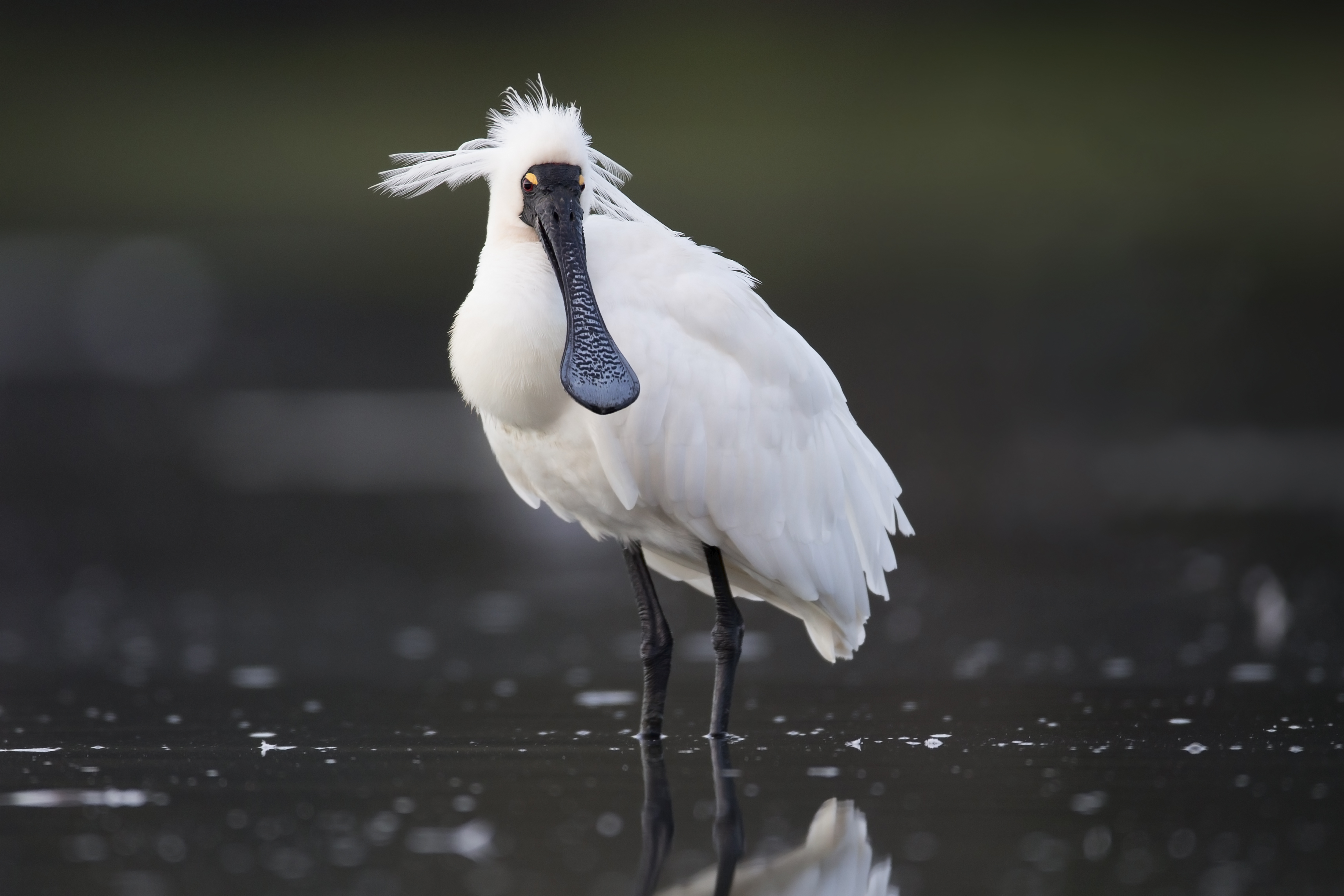